# Kōhei Uchimura
Kōhei Uchimura (内村航平 Uchimura Kōhei?) (Kitakyushu, prefectura de Fukuoka, Japón, 3 de enero de 1989) es un gimnasta artístico japonés.
Ha sido 7 veces medallista olímpico (individual, por equipos y suelo, de las cuales 2 veces ha sido medallista de oro individual en los Juegos Olímpicos de Londres 2012 y de Río de Janeiro 2016) y 19 veces medallista mundial (individual completo, por equipos, suelo, barras paralelas y barra fija). Además se ha convertido en el primer gimnasta (masculino o femenino) en alcanzar 6 veces consecutivas el oro en campeonatos mundiales de pruebas individuales completas (2009, 2010, 2011, 2013, 2014 y 2015).

## Vida
Uchimura ya era considerado por muchos en el deporte como el mejor gimnasta de todos los tiempos después de su éxito en los Juegos Olímpicos de Verano de 2012 en Londres, pero posteriormente solidificó su posición aún más al seguir esa actuación allí con victorias adicionales e ininterrumpidas en cada importante competencia a lo largo del próximo ciclo olímpico previo a su victoria individual por la medalla de oro en los Juegos Olímpicos de Verano de 2016 en Río de Janeiro. Es conocido por ser el primer gimnasta (hombre o mujer) en ganar todos los títulos principales en un solo ciclo olímpico, logrando esta hazaña dos veces al ganar seis mundiales (2009-2011 y 2013-2015) y dos olímpicos (2012 Juegos Olímpicos de Londres y Juegos Olímpicos de Río 2016) títulos generales individuales. Uchimura es también medallista de plata individual en los Juegos Olímpicos de Verano de 2008 en Beijing. Es conocido por ofrecer rutinas difíciles y ejecutadas con precisión. La Revista Internacional de Gimnasia elogió sus habilidades como una "combinación de tremenda dificultad, consistencia suprema y extraordinaria elegancia de desempeño".

### Su Familia
Kōhei es hijo de Kazuhisa y Shuko Uchimura, ambos padres gimnastas. Junto a su hermana Haruhi, quién también desarrolla este deporte. Está graduado por el Nippon Sport Science University.

## Primeros años y carrera
Uchimura nació en Kitakyushu, prefectura de Fukuoka, y comenzó a hacer gimnasia a los 3 años en el club deportivo de sus padres en la prefectura de Nagasaki. Sus padres, Kazuhisa y Shuko Uchimura, eran ambos gimnastas competitivos. A los 15 años, se mudó a Tokio para entrenar con la medallista de oro de Atenas, Naoya Tsukahara. Su hermana menor, Haruhi Uchimura, también es gimnasta. Kōhei Uchimura declaró sobre sus creencias: "No creo en Dios. Nunca tuve amuletos de la suerte. Todo lo que creo es en la práctica". En su primera competición internacional, la Competición Internacional Juvenil de 2005 en Japón, compitió fuera de la competición oficial.

### Inicios en la disciplina deportiva
Kōhei Uchimura comenzó en la gimnasia cuando tenía 3 años en el gimnasio de su padre en la Prefectura de Nagasaki. Le gustaba hacer saltos y giros en el trampolín todos los días. Cuando tenía 15 años, dejó a su familia y se trasladó a practicar en un gimnasio de Tokio. Allí se entrenó con el ex campeón japonés, Naoya Tsukahara (hijo del también gimnasta Mitsuo Tsukahara).

## Carrera senior

### 2007
Uchimura se unió a la selección nacional de Japón en 2007. Hizo su debut senior en la Copa del Mundo de París 2007 en marzo, un importante evento internacional. Aquí ganó el bronce en bóveda y quedó noveno en piso. En agosto, ganó el oro por equipos y el 1º en piso y el 3º en salto en la Universiada de Verano de 2007 en Bangkok. En los campeonatos nacionales de Japón en octubre, ocupó el séptimo lugar en la general. Un mes después, en el evento internacional "Good Luck Beijing", ganó la plata con el equipo japonés y quedó séptimo en el ejercicio de piso.

### 2008
Uchimura comenzó la temporada 2008 ganando el oro en la cancha en la Copa del Mundo en Tianjin en mayo. Más tarde ese verano, fue seleccionado para representar a Japón en los Juegos Olímpicos de 2008 en Beijing como miembro de la selección nacional. En los Juegos Olímpicos, contribuyó a la plata del equipo compitiendo en piso, salto, barras paralelas y barra alta. Se clasificó para la final general, donde ganó la medalla de plata. Su segundo lugar detrás de Yang Wei de China le dio a Japón su primera medalla olímpica en el evento en 24 años. Obtuvo la puntuación más alta de ese encuentro en el piso 15.825 (doble árabe con piked medio out, triple giro de desmontaje) y tuvo una rutina de barra alta espectacular (Kolman, piked Kovacs). También se clasificó a la final de piso, donde quedó quinto.En los campeonatos nacionales japoneses de ese año, Uchimura, de 19 años, acumuló las puntuaciones más altas en ejercicio de piso y caballo con arcos en el camino a ganar su primer título nacional completo. . Fue el primer adolescente en 12 años en ganar el título nacional masculino japonés.

### 2009
En octubre de 2009, Uchimura compitió en el Campeonato Mundial de 2009. Aquí, dominó tanto la clasificación como la final general. Ganó el título completo por un margen de 2.575 puntos por delante de Daniel Keatings, marcando puntajes máximos para piso, anillos, salto y barra horizontal. Uchimura se ubicó cuarto en el piso y sexto en la barra alta también. Apareció en la portada del número de diciembre de 2009 de la Revista Internacional de Gimnasia que se tituló "Reglas de Uchimura".

### 2010
En octubre de 2010, Uchimura se dirigió nuevamente al Campeonato Mundial de 2010 como miembro del equipo nacional japonés. Como en el año anterior, dominó las clasificaciones generales y finales, ganando su segundo título completo consecutivo por un margen de 2.251 puntos por delante de Philipp Boy. En la final completa, tuvo el puntaje más alto del día en el piso y la marca de ejecución más alta (9.666) para un Yurchenko 2½ giros en salto. También contribuyó a la medalla de plata por equipos de Japón al competir en la final por equipos en todos los eventos, excepto en los anillos. Se clasificó para dos finales de eventos, ganando plata en el piso y bronce en barras paralelas.

### 2011
El 14 de octubre de 2011, Uchimura ganó la final general por tercera vez en el Campeonato Mundial de 2011 en Tokio, Japón. Con una puntuación de 93.631 puntos, Uchimura ganó por un margen de 3.101 puntos, más o menos el mismo margen que separaba el segundo y el decimocuarto lugar. No solo es el primer gimnasta masculino en ganar tres títulos completos, sino que también es el primer gimnasta, hombre o mujer, en ganar tres títulos completos consecutivos.
Durante la final completa, Uchimura registró el puntaje más alto en cuatro de los seis eventos: ejercicio de piso, anillos inmóviles, barras paralelas y caballo con arcos (empató en el puntaje más alto en el caballo con arcos). Uchimura también se clasificó para cinco de las seis finales de aparatos individuales, todas excepto salto. Ganó su primera medalla de oro en el Campeonato del Mundo en ejercicio de piso, así como una medalla de bronce en barra alta y la medalla de plata con el equipo japonés.
En el Mundial de 2011, Uchimura también ganó el Premio Longines a la Elegancia junto con la rumana Ana Porgras. El premio se otorga en cada Campeonato del Mundo a los gimnastas masculinos y femeninos que demuestren "la elegancia más notable". Los ganadores fueron declarados unánimemente por un panel de jueces, donde tanto Uchimura como Porgras recibieron cada uno un trofeo, un reloj Longines y US $ 5.000. Uchimura se mostró especialmente complacido de ganar este premio, ya que colecciona relojes.
En noviembre de 2011, Uchimura ganó 4 medallas de oro en el 65º Campeonato de Japón. Además del título completo, también obtuvo títulos en la mitad de los aparatos: ejercicio de piso, caballo con arcos y barra alta.

### 2012
Uchimura compitió en los Juegos Olímpicos de Londres 2012 en Londres y cayó varias veces en la clasificación, lo que lo colocó en el noveno lugar entre el grupo de clasificados para la final general individual. En la final de gimnasia masculina por equipos, Uchimura se cayó del caballo con arcos durante su desmontaje. Los entrenadores japoneses apelaron la puntuación de esta actuación, ya que aún aterrizó de pie y sintió que debería haber contado como un desmontaje completo, aunque con una gran penalización. Antes de la apelación, Gran Bretaña iba a obtener la plata y Ucrania el bronce, pero la apelación aumentó el total de puntos de Japón para asegurar la plata, lo que llevó a Gran Bretaña al bronce.
En la final masculina, Uchimura dominó la competencia y ganó la medalla de oro con una puntuación de 92.690. También ganó la medalla de plata en la final del evento de ejercicios de piso masculino con una puntuación de 15.800, gracias al procedimiento de desempate. Se activó automáticamente debido a su segundo puntaje combinado más alto en la final empatando el de Denis Ablyazin de Rusia, quien tuvo el puntaje de dificultad más alto, 7.1, entre todos los finalistas. Desafortunadamente, cuando hay un empate, la gimnasta con el puntaje de ejecución más alto se colocará por delante, que fue Uchimura quien registró el puntaje de ejecución más alto de 9.100 en la final.

### 2013
Durante las clasificaciones, Uchimura dominó, obteniendo un total de 91,924 puntos, 2,392 puntos por delante del competidor más cercano. Se clasificó para la final de ejercicios de piso en tercer lugar con un 15.333, primero para la final de barras paralelas con 15.400 y tercero en la final de barras horizontales con un 15.658. Se clasificó como reserva para la final de caballos con arcos con un 15.133.
Uchimura ganó una cuarta medalla de oro consecutiva consecutiva en el Campeonato Mundial de Gimnasia Artística de 2013 en Amberes. Uchimura terminó con 91.990 puntos, casi dos puntos por delante del siguiente competidor más cercano. Uchimura también ganó medallas de bronce en ejercicios de piso (15.500) detrás del recién llegado de 17 años de Japón Kenzō Shirai (16.000) y Jacob Dalton de los Estados Unidos (15.600), y la barra horizontal (15.633) detrás de Epke Zonderland de los Países Bajos (16.000 ) y Fabian Hambüchen de Alemania (15.933), así como una medalla de oro para barras paralelas (15.666). Su total de cuatro medallas individuales es el mayor número de medallas que Uchimura ha ganado en un solo Campeonato Mundial.

### 2014
El 9 de octubre de 2014, Uchimura una vez más hizo historia, ganando un récord de quinto campeonato mundial consecutivo en Nanning. Totalizó 91.965 puntos, 1.492 puntos por encima del británico Max Whitlock para capturar el título.
También ganó la plata en la barra horizontal separando a Epke Zonderland (Holanda) que ganó el oro y Marijo Možnik (Croacia) que se llevó el bronce.

### 2015
El 30 de octubre de 2015, Uchimura ganó su sexto título de campeonato mundial de gimnasia. Uchimura registró un total de 92.332, más de 1.6 puntos por delante del adolescente cubano Manrique Larduet y Deng Shudi de China.
Uchimura comenzó en la cancha con 15.733, para liderar a Deng por 0.600 después de la primera rotación. Luego, en el caballo con arcos obtuvo 15.100. Agregó 14.933 en anillos, 15.633 en salto, anotó 15.833 en barras paralelas y remató en la barra alta con 15.100, aparato en el que se había caído pocos días antes en la competencia por equipos.
También pasó a ganar la final de barra horizontal con una puntuación de 15.833 por delante de Danell Leyva y Manrique Larduet.

### 2016
Uchimura compitió en los Juegos Olímpicos de Verano de 2016 en Río de Janeiro. En la final general masculina por equipos, el capitán del equipo Uchimura ancló a los japoneses para ganar la medalla de oro por equipos con un puntaje total de 274.094, recuperando el título para Japón y la primera vez desde los Juegos Olímpicos de 2004 en Atenas.
Dos días después de la final del evento por equipos, Uchimura defendió su medalla de oro individual en todos los aspectos (IAA) con una puntuación total de 92.365, convirtiéndose en la primera gimnasta en 44 años en ganar oros individuales consecutivos en los Juegos Olímpicos. Con su medalla de plata individual en los Juegos Olímpicos de Verano de 2008 en Beijing, también se convirtió en el segundo hombre en la historia después de su compatriota Sawao Kato, quien también ganó dos oros y una plata en la competencia individual en la Ciudad de México de 1968. , En los Juegos Olímpicos de Múnich de 1972 y de Montreal de 1976, ganó la medalla en el evento completo individual masculino en tres Juegos Olímpicos. Su margen de victoria sobre el medallista de plata Oleg Vernyayev de Ucrania fue extremadamente delgado con solo 0.099, menos que una pequeña deducción al aterrizar en términos de puntuación de gimnasia.

### 2017
En el Campeonato Mundial de Gimnasia Artística de 2017 en Montreal, su racha de campeón mundial que comenzó en 2009 llegó a su fin cuando se lesionó el tobillo en su salto al aterrizar en la calificación, lo que lo obligó a retirarse.
Esto llevó a que su larga racha de victorias en mundiales y Juegos Olímpicos se rompiera inesperadamente por única vez desde que comenzó ganando el primero de sus seis campeonatos mundiales para comenzar ese cuadrangular en 2009 y continuó durante dos ciclos olímpicos completos (aproximadamente 8 años) terminando con él ganando su segundo título olímpico completo en 2016. Esta fue también la primera vez en 9 años desde antes de 2008 que no obtuvo medallas, a saber, medallas de plata y / o de oro, en una de las principales competiciones de la FIG. —Los Juegos Olímpicos o Campeonatos del Mundo.

### 2018
Entre el 25 de octubre y el 3 de noviembre de 2018, Uchimura compitió en el Campeonato Mundial de Gimnasia Artística 2018 en Doha, pero con un horario reducido. Durante la final del evento por equipos, ayudó al equipo de Japón a asegurar la medalla de bronce detrás del campeón por equipos China y el subcampeón de Rusia contribuyendo con puntajes a cuatro aparatos: caballo con arcos (14.133), anillos (14.200), barras paralelas (14.500) y barra alta. (14.400). Uchimura también se clasificó para la final del evento individual en la barra horizontal, ganando la medalla de plata con una puntuación de 14.800 detrás del campeón olímpico de barra alta de 2012, Epke Zonderland de los Países Bajos, quien obtuvo una puntuación de 15.100.

### 2020/2021
A los 32 años, Uchimura se clasificó para los Juegos Olímpicos de Verano 2020 en Tokio, Japón, su cuarto y en casa Juegos Olímpicos, como especialista en aparatos en la barra horizontal después de que un desempate en el proceso de selección funcionó a su favor. Ha expresado anteriormente que aún podría contribuir positivamente al equipo japonés, pero tal vez ya no con el tipo de requisitos físicos extenuantes que son necesarios para un todoterreno.
En los Juegos Olímpicos, Uchimura no se clasificó para la final de barras horizontales, ya que ocupó el puesto 20 después de un error en la ronda de clasificación y se saltó el evento de barras paralelas. El eventual medallista de oro en las finales individuales de todo alrededor y barra horizontal (que parece ser el heredero aparente de Uchimura) fue Daiki Hashimoto, también de Japón, quien a los 19 se convirtió en el segundo gimnasta de medalla de oro más joven de Japón (perdió por solo unos días ante Kenzō Shirai ), y la gimnasta con medalla de oro individual más joven en la historia olímpica.
Del 18 al 24 de octubre de 2021, en Kitakyushu, Japón, Uchimura, el mayor de 32 años, 9 meses y 21 días de edad, fue seleccionado como parte del equipo del campeonato mundial japonés como un aparato individual para competir solo en el evento de barra horizontal individual. . Se clasificó en quinto lugar con una puntuación de 14.300 en la final del evento donde terminó en sexto lugar con una puntuación de 14.600. Hashimoto, el campeón olímpico de barra horizontal e individual masculino, fue el mejor clasificado individual de barra horizontal con una puntuación de 14.633. Por estos mismos dos eventos individuales, se ganó a sí mismo dos medallas de plata en la barra horizontal y general individual en lugar de nosotros con puntajes de 87.964 y 14.600. Tanto China como Hu Xuwei y Zhang Boheng ganaron respectivamente los eventos masculinos de barra horizontal e integral con puntajes de 87.981 y 15.166. Por último, Hashimoto también ocupó el cuarto lugar en las finales de barras paralelas individuales masculinas con una puntuación de 15.000, pero se retiró de las finales de ejercicios de suelo y caballo con arcos individuales masculinos, para las que también se clasificó.

## Historia competitiva
Uchimura ha ganado al menos una medalla en todos los campeonatos mundiales y Juegos Olímpicos desde 2008, excepto en 2017, donde se lesionó el tobillo izquierdo después de terminar solo 3 de 6 rutinas en la clasificación general individual en los Campeonatos del Mundo de 2017, que terminó abruptamente su Racha de 8 años de victorias en un reinado de dos ciclos olímpicos completos como campeón mundial y olímpico, y "se retiró" (WD) del evento. En su regreso de 2018, Uchimura aún no había recuperado por completo su forma superior anterior y su forma ganadora en términos de nivel de condición física y preparación. Además, sus resultados en los Campeonatos del Mundo de 2018 reflejaron que, dado que compitió con un calendario reducido, y solo en una final de evento individual, sin embargo, contribuyó con varias rutinas al puntaje final del equipo de Japón, que le valió el bronce en equipos y la plata en la barra horizontal individual. finales del evento. Sin embargo, la racha de victorias olímpicas de Uchimura fue igualmente incierta debido a la pandemia de COVID-19, que provocó el aplazamiento de los Juegos por un año. En los Juegos Olímpicos de 2012 en Londres, el puntaje de Uchimura debería haberlo calificado para las finales del evento de barras paralelas individuales en el quinto lugar. , pero "no compitió en finales" (DNCF) debido a la estricta regla de "2 por CON" para finales de eventos individuales. Por delante de él en la final estaban los dos primeros clasificados: los hermanos japoneses, los hermanos Tanaka. En los Juegos Olímpicos de Río 2016, el puntaje de calificación de Uchimura lo convirtió en el primer suplente de reserva (R1) en las finales de barras paralelas individuales también, pero terminó sin competir. En los Juegos Olímpicos de Verano de 2020 en Tokio, Uchimura decidió que "no compitió en las calificaciones" (DNCQ) en el evento de barras paralelas individuales después de caer en las calificaciones de barra horizontal individual, aunque tenía la opción de hacerlo.

### Vida personal
Uchimura se casó en otoño de 2012 y tiene dos hijas, nacidas en 2013 y 2015. Cuando se le preguntó si les enseñaría gimnasia, respondió: "Si fueran niños, creo que probablemente lo haría ... pero no entiendo la gimnasia femenina, y creo que es mucho más severo ". Solo come una comida al día y no le gustan las verduras.